# Pascal Lino
Pour les articles homonymes, voir Lino.
Pascal Lino, né le 13 août 1966 à Sartrouville (Yvelines), est un coureur cycliste français, professionnel de 1988 à 2001. Son palmarès comprend notamment une victoire d'étape sur le Tour de France en 1993 et des courses comme Paris-Camembert ou le Tour de la Communauté européenne. Il est aussi le vainqueur de la Coupe de France en 1998. Son fils, Julian, pratique également le cyclisme sur route et sur piste.

## Biographie
Pascal Lino devient professionnel en septembre 1988 dans l'équipe R.M.O. et vient résider dans la région vannetaise dont sont originaires ses parents, à Sulniac. En 1989, il remporte le Tour de l'Avenir, appelé alors Tour de la Communauté européenne.
Son principal titre de gloire est le port du maillot jaune du Tour de France 1992 pendant 11 jours, obtenu grâce à sa présence dans un groupe d'échappés arrivé à Bordeaux avec sept minutes d'avance sur le peloton. Il parvient à conserver la tête du classement général après les deux premières étapes de montagne arrivant à Mulhouse et Saint-Gervais-les-Bains, puis cède sa tunique jaune à Miguel Indurain à l'issue de la treizième étape, dont il prend la 21e place avec plus de dix minutes de retard sur le vainqueur Claudio Chiappucci. Il termine le Tour à la cinquième place du classement général, à 14 minutes et 37 secondes du vainqueur Indurain.
L'équipe R.M.O. disparaissant à la fin de l'année 1992, Pascal Lino rejoint la formation Festina-Lotus en compagnie du directeur sportif Bruno Roussel et de son coéquipier Richard Virenque.
En 1999, il est suspendu par son équipe BigMat-Auber 93 pour avoir « tenté d’user de corticoïdes à l’insu du service médical de l’équipe ».
Il court de nouveau pour le compte de la formation Festina à partir de  2000 et prend sa retraite à l'issue de la saison 2001.
Pascal Lino est aujourd'hui propriétaire d'une société basée dans la région de Vannes et spécialisée dans la distribution de montres. Il travaille aussi pour le compte de l'entreprise Amaury Sport Organisation sur différentes épreuves cyclistes comme le Tour de France.

## Palmarès sur route

### Palmarès amateur
- 1984
  -  Champion de France du contre-la-montre par équipes juniors
- 1985
  - 2e du Circuit du Mené
  - 3e du Circuit du Morbihan
- 1986
  -  Champion de France militaires sur route
  - Manche-Océan
  - 2e du Duo normand (avec Laurent Bezault)
  - 3e du Tour de Moselle
- 1987
  - Tour Nivernais Morvan :
    - Classement général
    - 4e étape (contre-la-montre)

  - Une étape de la Ronde de l'Yonne
  - 2e du Ruban granitier breton
  - 2e du Circuit du Morbihan
  - 3e du Grand Prix de l'Indépendant
  - 3e du Tour d'Eure-et-Loir
- 1988
  -  Champion de France du contre-la-montre par équipes
  - 3e et 4eb étapes du Tour Nivernais Morvan
  - Critérium du Printemps Nivernais
  - 4e étape de la Ronde de l'Yonne (contre-la-montre)
  - Prologue du Tour de Grèce

### Palmarès professionnel
| - 1989 - 2e étape du Critérium international - Classement général du Tour de la Communauté européenne - 1992 - 5e du Tour de France - 1993 - 14e étape du Tour de France - 3e du Grand Prix Telekom (avec Thierry Marie) - 1997 - 2e du Circuit de la Sarthe - 2e du Cholet-Pays de Loire - 3e du Critérium international - 6e de la Flèche wallonne - 10e de Paris-Nice | - 1998 - Vainqueur de la Coupe de France - Paris-Camembert - 2e du Cholet-Pays de Loire - 3e de la Route Adélie - 3e de la Polymultipliée de l'Hautil |  |

### Résultats sur les grands tours

#### Tour de France
10 participations
- 1990 : 23e
- 1991 : 70e
- 1992 : 5e,  maillot jaune pendant 10 jours
- 1993 : 43e, vainqueur de la 14e étape
- 1994 : 11e
- 1996 : abandon (6e étape)
- 1997 : abandon (15e étape)
- 1998 : 78e
- 2000 : 112e
- 2001 : 87e

#### Tour d'Espagne
2 participations
- 1991 : 35e
- 1994 : 14e

## Palmarès sur piste

### Jeux olympiques
- Séoul 1988
  - 4e de la poursuite
  - 7e de la course aux points

### Championnats du monde
| - Colorado Springs 1986 - 5e de la course aux points amateurs | - Vienne 1987 - Médaillé de bronze de la course aux points amateurs |  |

### Six Jours
- Bordeaux : 1992 (avec Peter Pieters)

### Championnats de France
| - 1984 - Champion de France de poursuite par équipes juniors - 1986 - Champion de France de course aux points amateurs - Champion de France de poursuite par équipes amateurs - 2e de la poursuite amateurs | - 1987 - Champion de France de poursuite amateurs - 2e de la poursuite par équipes amateurs - 1988 - 2e de la poursuite amateurs - 2e de la poursuite par équipes amateurs |  |

### Championnats régionaux
- 1985
  -  Champion de Bretagne de poursuite
- 1987
  - Champion d'Île-de-France de poursuite